# Unión de Periodistas y Escritores Saharauís

Sahara Occidental

La Unión de Periodistas y Escritores Saharauís, creada el 1 de enero de 2005, es una organización no gubernamental (ONG), que agrupa a escritores y periodistas del Sáhara Occidental en lengua árabe, francesa y española adscritos a la causa de la República Árabe Saharaui Democrática. 
Desde febrero de 2010 publica la revista Al-Itihad.